# Диханкуль
Диханкуль (каз. Диханкөл) — село в Толебийском районе Туркестанской области Казахстана. Входит в состав Когалинского сельского округа. Находится примерно в 19 км к востоку от центра города Ленгер. Код КАТО — 515857200.

## Население
В 1999 году население села составляло 1422 человека (721 мужчина и 701 женщина). По данным переписи 2009 года, в селе проживало 1713 человек (859 мужчин и 854 женщины).